# Régiment Royal-Corse
Le régiment Royal-Corse était un régiment d’infanterie du royaume de France créé en 1739.

## Création et différentes dénominations
- 10 août 1739[1]: création du régiment Royal-Corse
- 21 décembre 1762 : dissout par incorporation au régiment Royal-Italien
- 15 novembre 1765 : rétablissement du régiment Royal-Corse
- 26 avril 1775 : création d'un 2e bataillon par incorporation des 9 compagnies d'infanterie de la Légion corse
- 17 mars 1788 : réformé, son 1er bataillon étant incorporé aux chasseurs royaux corses et son 2e bataillon aux chasseurs corses

## Équipement

### Drapeaux
3 drapeaux, dont un blanc colonel, et 2 d’ordonnance « tous verts, semez de fleurs de lys d’or dans les croix blanches, avec cette devise : Per haec Regnum & Imperium ».

Drapeaux du régiment Royal-Corse
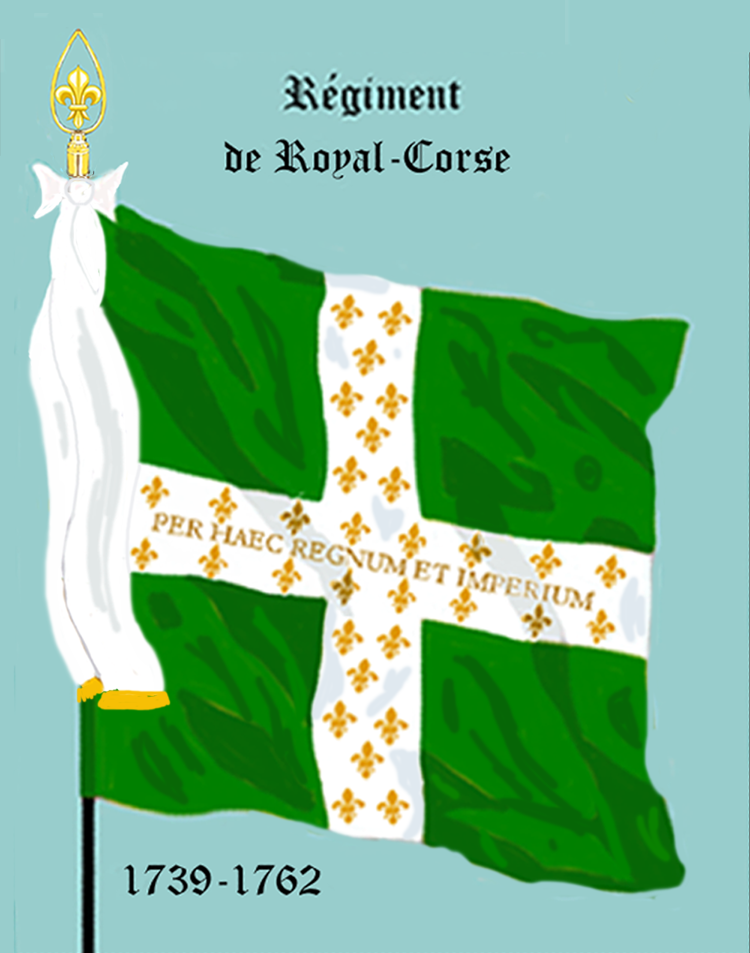
drapeau d’ordonnance de 1739 à 1762
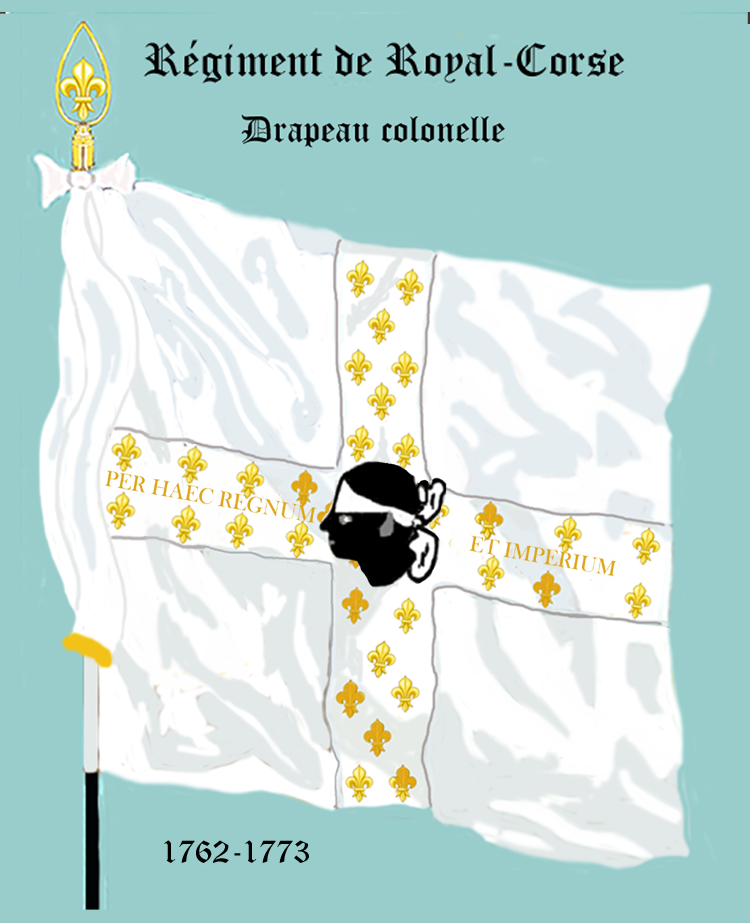
drapeau colonel de 1765 à 1773
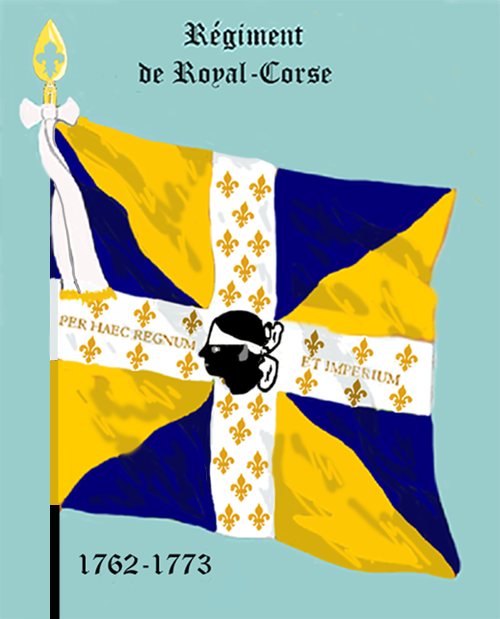
drapeau d’ordonnance de 1765 à 1773
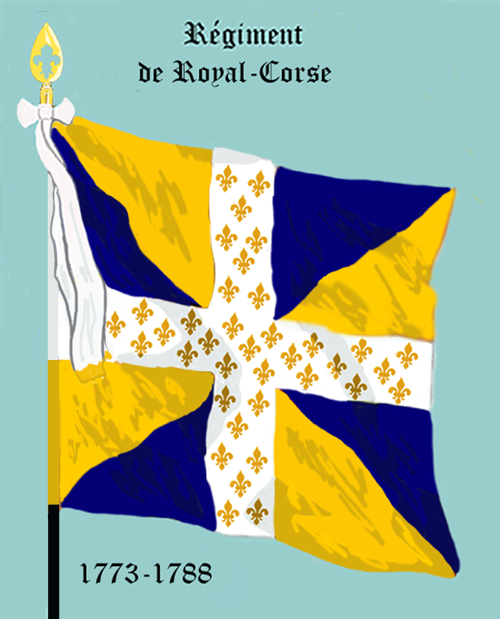
drapeau d’ordonnance de 1773 à 1788

### Habillement

Uniformes du régiment Royal-Corse
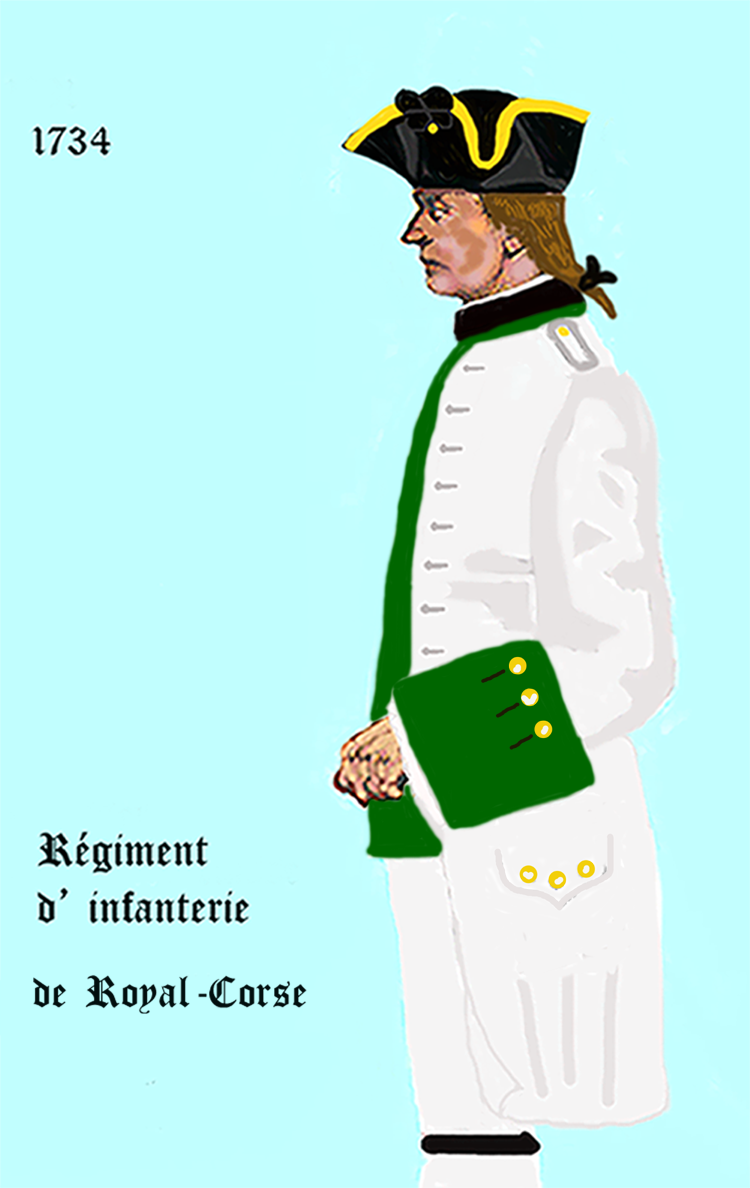
de 1739 à 1762
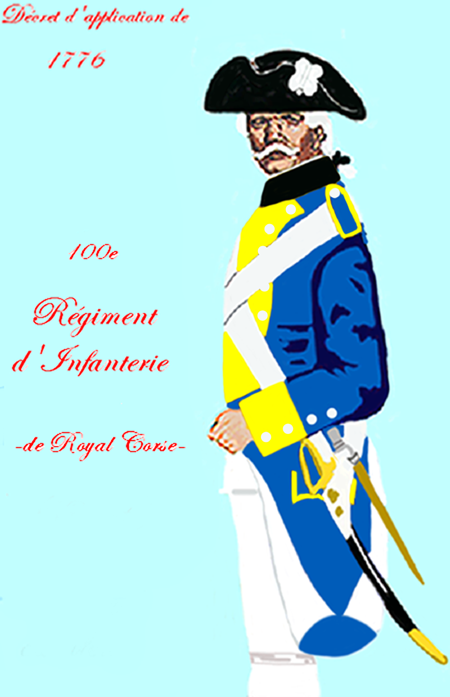
de 1776 à 1779
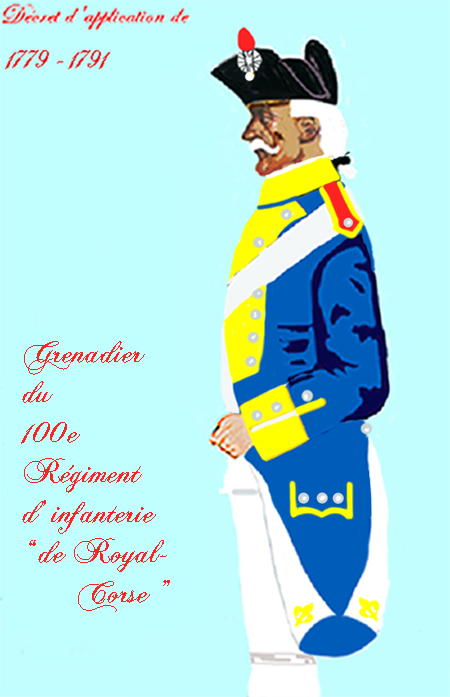
de 1779 à 1788

## Historique

### Colonels et mestres de camp
Colonels-lieutenants
- 10 août 1739 : Claude Alexandre de Villeneuve, comte de Vence, † 6 janvier 1760
- 1760 : vicomte de Vence
- 15 novembre 1765 : Charles de Vintimille, marquis du Luc
- 1784 : colonel Antoine de Rossi

### Quartiers
- Besançon[2]